# Mór Jókai
Mór Jókai de Ásva (Komárom, 19 de Fevereiro de 1825 — Budapeste, 5 de Maio de 1904) foi um escritor húngaro.

## Biografia
Jókai pertencia a uma família de nobres calvinistas. Aos vinte e um anos publicou seu primeiro romance, chamado Dias úteis. Formado em direito, pouco se interessou pela profissão, abandonando-a para dedicar-se inteiramente à literatura.
Em Pest, dirigiu a revista Életképek e casou-se com a atriz Róza Laborfalvi. Amigo íntimo do poeta Sándor Petőfi, com ele participou  do movimento revolucionário de independência da Áustria. Durante o período de repressão que se seguiu, Jókai, como muitos outros escritores, teve de se esconder para não ser preso. Esmagada a revolta, consolou o país com o humor e otimismo inabalável de seus livros.
Escreveu, entre outras obras: A época de ouro da Transilvânia (1851), O mundo turco na Hungria (1853), Um nababo húngaro (1853), Kaarpáthi Zoltán (1854) e O novo proprietário (1904).
Na maioria de suas obras o real e o irreal confundem-se, permitindo um jogo luminoso de contrastes, tecnicamente muito originais. Autor de mais de cem volumes - romances, novelas e dramas, entre os quais Pobres, ricos e Rosa amarela - Jókai foi um dos escritores mais populares da Hungria e o maior romancista húngaro. Seus livros foram traduzidos para mais de trinta línguas e, vistos globalmente, formam um monumento mítico do passado e uma lição de otimismo.